# Livre officiel des origines félines
Le Livre officiel des origines félines (LOOF) est le registre généalogique des chats de race nés en France. Il est tenu par une association loi de 1901, la Fédération pour la gestion du Livre Officiel des Origines félines.
65 000 pedigrees sont édités en moyenne par an pour plus de 9 200 éleveurs et particuliers (données 2022).
La fédération assure aussi la promotion du chat de race en France, la gestion des standards félins, la gestion du Livre des Affixes, la formation et l’agrément des juges, ainsi que le contrôle des expositions félines et la validation des titres obtenus à ces occasions. Elle organise également en collaboration avec la Société française de félinotechnie et l'UMES la formation du ACACED pour former éleveurs et futurs éleveurs félins.

## Historique
Avant la création du LOOF, les pedigrees étaient délivrés par les clubs de race, tels que la Fédération féline française (FFF) ou l'Association nationale des Cercles félins de France (ANCFF). Plusieurs livres des origines existaient, avec des règlements très divers.
La Fédération pour la gestion du livre officiel des origines félines est agréée depuis le 4 novembre 1996 pour la tenue du livre généalogique des espèces félines et depuis le 6 janvier 1999, pour les chats nés en France, seuls ceux inscrits au LOOF sont légalement reconnus comme chat de race. Dans le cas contraire, et même si le chat est né de parents de race, il peut être considéré au mieux comme un « chat d'apparence », c'est-à-dire comme un chat ayant des caractéristiques morphologiques identiques au standard d'une race donnée : par exemple, un chat peut être d'apparence siamois. Lors de la cession d'un chat, il doit clairement être mentionné si le chat est de race ou d'apparence.
La loi no 2011-525 du 17 mai 2011, dite « loi de simplification et d'amélioration du droit », modifie le Code rural et de la pêche maritime en retirant les chats et les chiens des espèces pour lesquelles un organisme de sélection est prévu. Cette simplification visait à éviter un doublon législatif dans la mesure où l'agrément de la Société Centrale Canine et du LOOF remplissait déjà les besoins sans avoir à recourir à la création d'un organisme de sélection.
À la suite de la promulgation de cette loi, l'accès au fichier national d'identification des carnivores domestiques autres que les chiens a été refusé au LOOF et à la SCC par le Syndicat national des vétérinaires en exercice libéral (SNVEL) le 14 juin 2011. Cette décision, en bloquant les contrôles d'identité des chats lors des saisies de pedigrees, a perturbé l'activité de la fédération. Toutefois, à la suite d'un recours devant le tribunal administratif de Paris, l'accès a été rétabli le 17 juillet 2011 et l'agrément du LOOF confirmé par le ministère de l'agriculture,.
Le 6 juin 2018, le Conseil d’État, la plus haute juridiction administrative française, a validé la légitimité d’un livre généalogique unique confié à une seule fédération nationale, en l’occurrence la Fédération pour la gestion du Livre Officiel des Origines Félines (LOOF). Le Conseil d’État confirme en outre que la gestion du livre généalogique constitue une mission de service public à caractère administratif qui inclut, pour la fédération agréée, la définition des standards de la race et les règles techniques de qualification des animaux au livre généalogique.

## Accords Internationaux
Le LOOF a aussi la volonté d’encourager les échanges internationaux. Pour ce faire, le LOOF a établi des protocoles d’agréments avec des fédérations étrangères afin de favoriser et harmoniser le monde des chats de race à l’échelle internationale.
·       2001 : protocole d’agrément avec la TICA, renforcé en 2016
·       2011 : protocole d’agrément avec la WCF
·       2016 : protocole d’agrément avec l’ENFI
·       2019 : protocole d’agrément avec la CFA

## Missions
Le LOOF a pour mission, en plus de gérer le livre des origines, de rédiger les standards et d'améliorer la sélection d'une race, de gérer les affixes des élevages, de promouvoir l'élevage félin auprès du grand public et d'organiser les concours félins. Le LOOF permet également d'obtenir l'Attestation de Connaissances pour les Animaux de Compagnie d’Espèces Domestiques (ACACED), option « chat », certificat de capacité permettant de valider un niveau de connaissances pour obtenir le certificat de capacité nécessaire au statut d'éleveur.

## Standards et pedigree
Le standard est la description précise du « chat idéal » pour une race donnée, mais également des pires défauts de la race. Les mariages autorisés sont également spécifiés. Une échelle de points sur 100 est donnée à chaque caractéristique morphologique de la race, par exemple la couleur de la robe ou la forme du corps. Cela permet d'évaluer l'importance de certaines caractéristiques par rapport à d'autres. Le standard permet à l'éleveur de sélectionner ses meilleurs sujets et au juge de les noter.

### Registres
Il existe trois registres différents en complément du livre d'origines principal d'une race. On distingue le Registre d’Inscription au titre de l’Apparence (RIA), le Registre d’Inscription Expérimentale (RIEX) et le Registre de filiation (RF). Les différents registres, notamment le RIA, étaient fermés jusqu'en 2005 sauf pour la race Thaï. L'ouverture a été notamment autorisée, pour améliorer le bassin génétique des races.
Le RIA permet à terme d'ajouter une nouvelle lignée dans une race : elle débute par l'inscription d'un chat dont les caractéristiques morphologiques sont identiques à celle d'une race donnée. Sa généalogie est inconnue, mais elle permettra à la quatrième génération de ce chat d'être incluse dans le livre des origines de la race, sous certaines conditions. Les conditions sont drastiques : la conformité à une race de la première génération est d'abord jugée par deux juges. Les générations suivantes, issues de croisements avec un chat de race, doivent par la suite obtenir deux qualificatifs « excellents » et prouver être indemne des maladies génétiques répertoriées dans la race pour pouvoir être inscrites sur le RIA. La quatrième génération de chat inscrite au RIA est alors considérée comme chat de race et inscrite au livre principal de la race.
Le registre RIEX permet d'inscrire les chats dont l'ascendance présente un croisement ou une couleur de robe non reconnus par le LOOF. Il s'agit par exemple d'un croisement expérimental entre deux races dont les mariages ne sont pas autorisés, à la suite du dépôt d'un programme d'élevage approuvé, ou d'un chat étranger ayant une couleur de robe non reconnue par le LOOF ou issu d'un croisement non reconnu. En 2009, une pétition a circulé afin de retirer ce registre ou d'en modifier les règles de fonctionnement : en effet, la rétroactivité du registre entraîne la radiation de certains « chats de races » en « chats expérimentaux ».
Le registre RF permet d'inscrire la généalogie de chats participant à un programme d'élevage sans être d'une race reconnue. Depuis le 1er janvier 2014, il est également, sur la demande du ministère de l'agriculture, utilisé pour inscrire les chats issus d'hybridation pendant les quatre premières générations[réf. nécessaire].

### Races reconnues
Le LOOF reconnait différentes races qui ne sont pas toujours les mêmes que les autres associations. Il existe en tout 73 races reconnues en avril 2019, mais nombre d'entre elles peuvent être considérées comme des variétés (longueur et forme du poil essentiellement) plutôt que comme des races à part entière.
Afin de diminuer le nombre de standards, certaines races ont été regroupées sur des critères morphologiques et de mariages autorisés pour former un unique standard cohérent : par exemple l'abyssin et sa variété à poil long le somali sont regroupés sous le même standard.
Le LOOF publie également une liste des types morphologiques et une liste des robes et couleurs du chat.

### Système de Qualification des Reproducteurs
Le Système de Qualification des Reproducteurs (SQR) a été mis en place par le LOOF en 2015. Unique au monde pour l’espèce féline, le projet a été patiemment et consciencieusement élaboré, en concertation avec les clubs de race, représentant les éleveurs, et les différentes Commissions du LOOF.
Sur la base du volontariat, il permet de valoriser les reproducteurs, à la fois sur des critères de santé et de performances en exposition, en tenant compte également de garanties de filiation et des performances de leur descendance.

## Concours Général Agricole
Depuis 2018, les chats de race ont accès au prestigieux Concours Général Agricole. Le LOOF est la seule fédération organisatrice du concours des chats de race. La sélection des chats participants se base sur le Système de Qualification des Reproducteurs (SQR) : seuls les chats ayant un niveau supérieur (« Recommandé », « Elite B » ou « Elite A ») peuvent être sélectionnés.
Véritable vitrine des éleveurs français, le Concours Général Agricole permet de promouvoir ce qui se fait de mieux en génétique, santé, beauté et bien-être.

## Offre de formation
Le LOOF est le responsable administratif de l'Attestation de Connaissance pour les Animaux de Compagnie d'Espèce Domestique (ACACED), option « Chat », effectué en collaboration avec l'Unité de médecine de l'Elevage et du Sport (UMES) de l'École Nationale Vétérinaire d'Alfort et la Société française de félinotechnie (SFF). Cette formation permet d'accéder au certificat de capacité nécessaire au statut d'éleveur,.